# Hemichis
Os termos hemichis, hamxenis, hamshenis, hamshins, homshentsi, khemchiles ou arménios de Hemşin (em turco: hemşinli ou homşetsi; em arménio: Համշե(ն)ցիներ; romaniz.: hamshentsi) designam diversos grupos étnicos muçulmanos e cristãos que no passado ou no presente habitaram na região de Hemşin, no que é hoje a província de Rize, na Turquia. Referem-se a eles próprios como hamsheni ou homshentsi (homşetsi), que significa "residente de Hemşin" (ou Hamshen, o nome histórico). Estima-se que existirão cerca de 50 000 hemichis na Turquia e 100 000 noutros países, nomeadamente na Geórgia, Rússia em em diversos países ocidentais.[a]
Alguns autores aplicam o termo aos arménios islamisados, ou seja, muçulmanos que falam arménio, embora haja uma minoria de hemichis que permanceram cristãos e muitos já tenham abandonado o arménio em favor do turco.

## Língua
A língua ou dialeto nativo dos hemichis é o homshetsi, também chamado hemşince e homshetsma, uma variante do  armênio/arménio ocidental. O homshetsi tem três ramos, dois deles usados pelos hemichis muçulmanos da Turquia e um terceiro usado pelos hemichis cristãos da Geórgia e Rússia.

## Identidade étnica
A determinação exata da identidade étnica dos hemichis é problemática: a sua língua é incontestavelmente um dialeto do arménio ocidental, a sua religião tradicional era o Islão Sunita — a maior parte das conversões parecem ter tido lugar nos séculos XVII e XVIII, — mas conservaram alguns costumes cristãos, como a celebração da Epifania, do Batismo e da Festa da Transfiguração (Vartivor; em arménio: Vardavar). Os turcos consideram-nos um subgrupo dos lazes, os quais falam um dialeto georgiano. Os lazes da Turquia chamam-lhes "arménios" e os hemichis mais jovens usam o termo ermeni ("arménio") para designar um ébrio e os mais velhos, apesar de aparentemente estarem conscientes das suas origens arménias, desencorajam as discussões sobre esse assunto.

## História

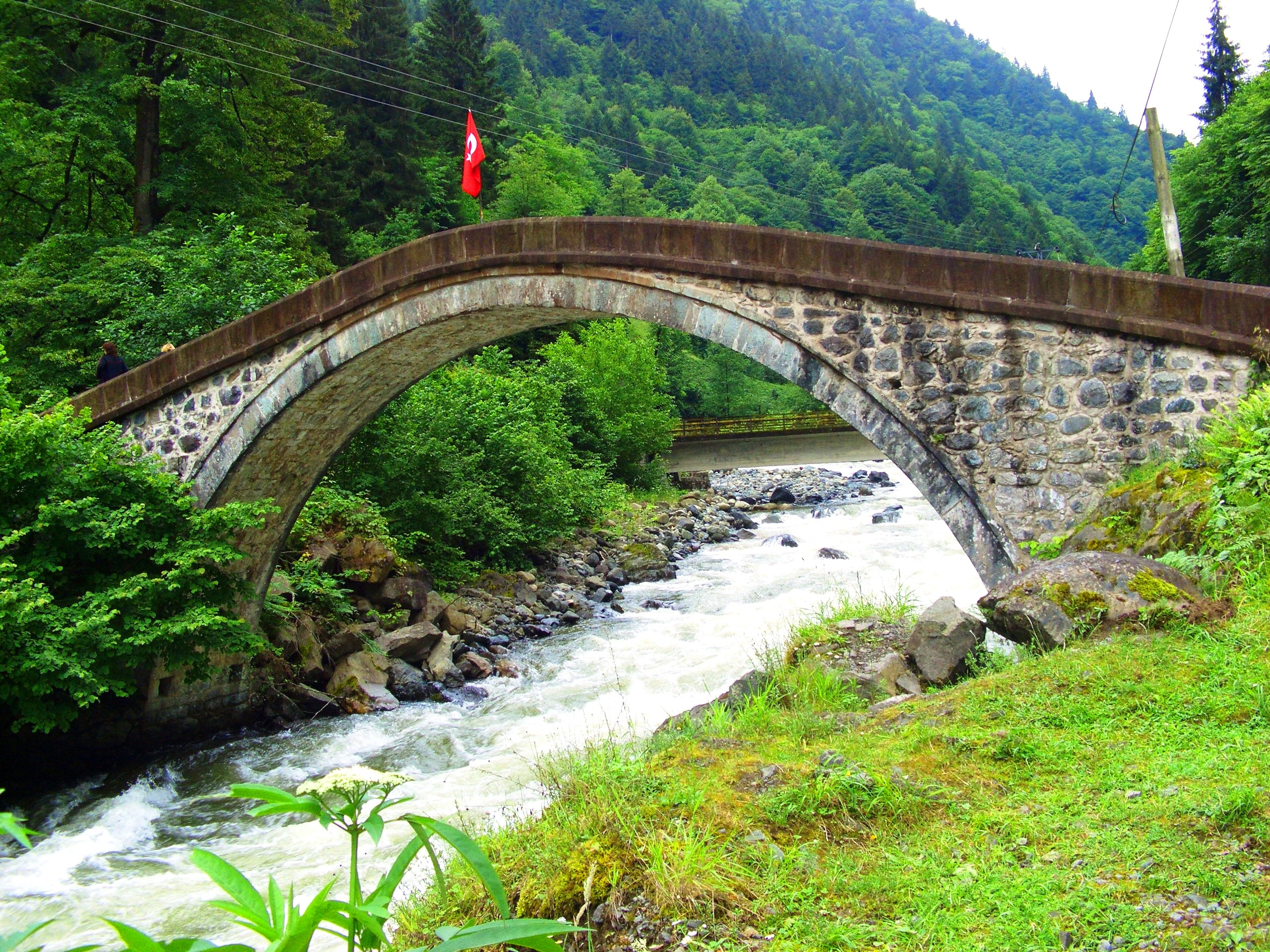
Ponte otomana do século XIX sobre o rio Fırtına (Fırtına Deresi), no distrito de Çamlıhemşin

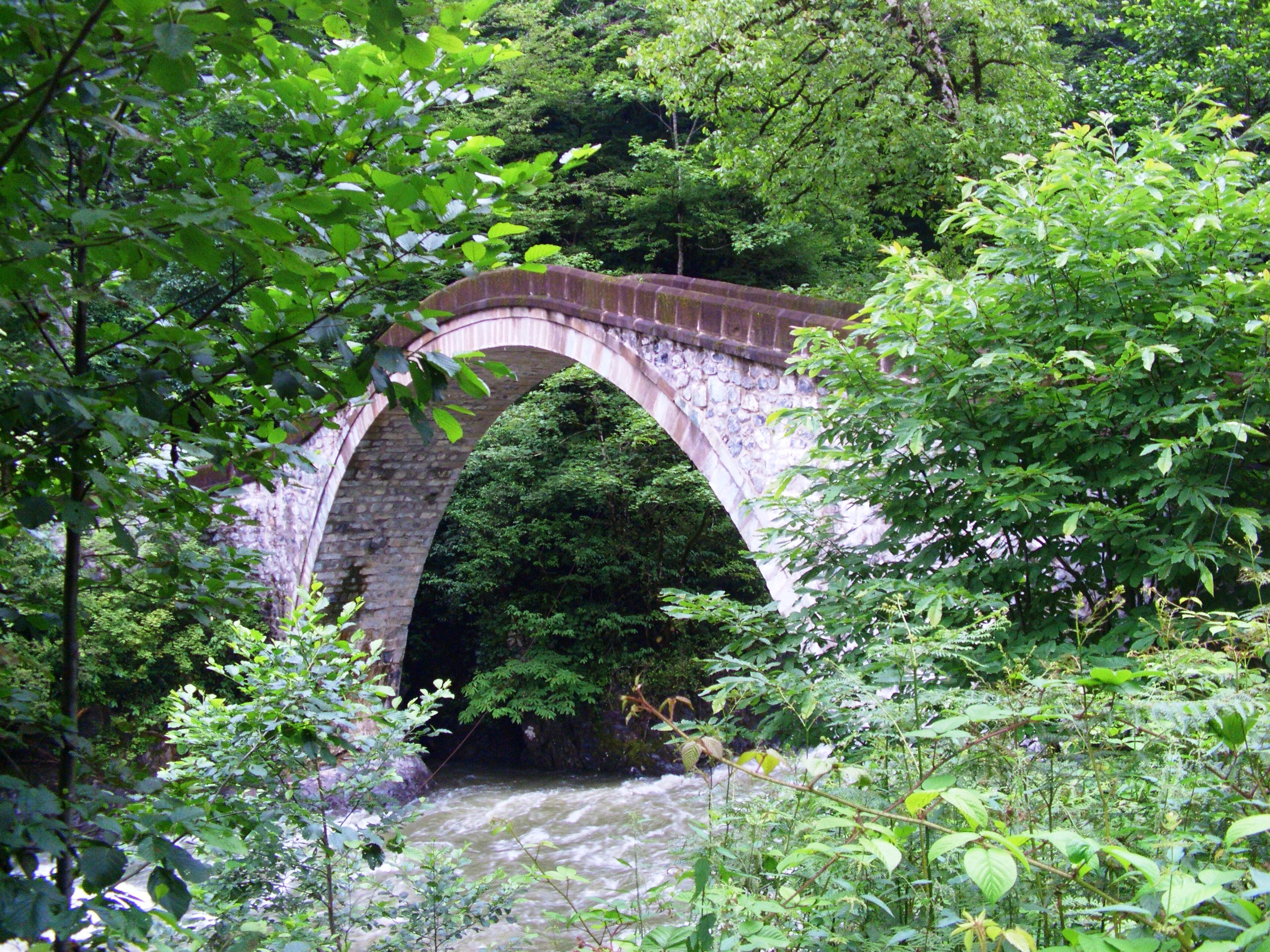
Ponte otomana de Mikron, construída no século XIX sobre o rio Fırtına, no distrito de Çamlıhemşin

### Antes dos otomanos
Há várias teorias sobre a origem histórica dos hemichis, ou seja, da presença arménia na região de Hemşin. Os registos históricos sobre a região remontam ao século XIII a.C., quando era habitada pelos colcos. Seguiram-se muitas outras etnias ou governantes; os colcos e macronos entre 550 e 330 a.C., e os lazes (tribos chanian) entre 180 a.C. e 14 d.C.; durante o período arsácida  a.C.–63 d.C. há menções da presença de heníocos, maquelonos, heptacomécios, mossínecos, sânios, drilas e macronos. A região é mostrada como fazendo parte do estado georgiano da Cólquida entre 299 e 387 d.C., de Tzânica (um estado macrão) entre 387 e 591 e da Cáldia entre 654 e 750.
As crónicas arménias de Leôncio e de Estêvão de Taraunitis referem resumidamente duma migração arménia liderada pelo príncipe Sapor Bagratúnio (Shaspuh) e o seu filho Hamã, motivada pelos pesados impostos dos governantes árabes sobre os arménios. Depois de terem atravessado o rio Çoruh, foram oferecidas terras férteis aos nobres Amatúnios pelos bizantinos para que nelas se estabelecessem. Essa migração teve lugar em 750 segundo Estêvão ou depois de 789 segundo Leôncio. No entanto, segundo alguns estudiosos, estes migrantes pertenceriam a uma tribo turca que anteriormente se teria deslocado de Hamadã, no Irão, para Oxacã, na Arménia.
Outras teorias sobre o povoamento medieval de Hemşin são:
- Na sequência dos avanços do turcos seljúcidas, os arménios de Ani (atualmente na província turca de Carse) fugiram para Hemşin, então uma terra completamente deserta.
- O afluxo de arménios provenientes do sul foi um processo contínuo, que resultou na armenização da área através da expulsão dos tzanos locais.
- Os tzanes foram assimilados (armenizados) pelos imigrantes durante o período em que a região esteve sob o domínio das dinastias arménias do sul.[19]

As fontes históricas das potências reinantes na região (Império Bizantino de Trebizonda, Geórgia, Arménia e turcos) não se referem a Hemşin até à sua conquista pelos otomanos. Supõe-se que Hemşin teria sido governada por senhores locais que foram vassalos de diversas potências regionais mais fortes, nomeadamente do Reino Bagrátida da Arménia, do Império Bizantino, do seu sucessor, o Império de Trebizonda, do Reino da Geórgia, dos Cordeiros Negros (em turco: Karakoyunlular) e dos Cordeiros Brancos (Akkoyunlular), até à chegada dos otomanos, que teve lugar na década de 1480 (um registo otomano de 1486 menciona Hemshin como uma possessão otomana).

### Período otomano
A influência turca na região de Hemşin foi consolidada depois da Batalha de Manzicerta de 1071, depois da qual os seljúcidas e outras tribos turcas ganharam um grande poder na Anatólia Central e nos planaltos arménios ocidentais, também chamados frequentemente de Anatólia Oriental, trazendo consigo a religião muçulmana. A domínio dos turcos trouxe implicou migrações e conversões. A maior parte das fontes anteriores aos otomanos referem que a maior parte dos residentes de Hemşin eram cristãos e membros da Igreja Apostólica Arménia. As circunstâncias em que decorreram as conversões e migrações durante a era otomana não são bem conhecidas nem estão bem documentadas.
Como consequência desses acontecimentos, apareceram diversas comunidades distintas com o mesmo nome genérico nas vizinhanças de Hopa (província turca de Artvin) e no Cáucaso, as quais se ignoram umas às outras quase completamente.
- Os hemşinli propriamente ditos, de Hemşin, também designados ocasionalmente como hemşinli ocidentais em algumas publicações, falam turco, são sunitas e vivem principalmente nos distritos de Çamlihemşin e Hemşin, na província de Rize
- Os hemşinli de Hopa, também designados ocasionalmente como hemşinli orientais em algumas publicações, são igualmente sunitas, mas além de falarem turco, também usam um dialeto da Arménia Ociental a que eles chamam homshetsma (em turco: hemşince). Vivem principalmente nos distritos de Hopa e Borçka.[24]
- Os homshentsik, também designados ocasionalmente como homshentsik do norte, são cristãos que falam homshetsma e vivem na Abecásia (Geórgia) e no Krai de Krasnodar (Rússia).[25]
- Há também alguns hemichis muçulmanos na Geórgia e Krasnodar,[carece de fontes?] além de alguns elementos entre os turcos mesquécios.[26]

### Deportações soviéticas
Durante as deportações em massa ordenadas por Stalin, 25 915 hemichis da Geórgia soviética foram deportados em 1944 para o Cazaquistão, Uzbequistão e Quirguistão.[carece de fontes?]

## Demografia
Durante o período otomano ocorreram dois acontecimentos marcantes para os hemichis: a islamização e deslocação de populações.
A islamização pode ter começado antes do domínio otomano, mas não se tornou a religião dominante antes do século XVI. Durante a era otomana houve diversos movimentos de populações tanto para fora como para dentro da região. Embora não haja informações detalhadas sobre tais movimentos, estes podem resumir-se da seguinte forma:
- Alguns hemichis de Hemşin que eram membros da Igreja Arménia emigraram para outros países do oriente do Mar Negro durantes os primeiros séculos do domínio otomano.
- Alguns hemichis muçulmanos emigraram para a Anatólia Ocidental e para o Cáucaso em resultado das guerras turco-russas e complicações relacionadas durante o século XIX.
- Pode ter ocorrido alguma imigração para a área de Hemşin.

A comunidade hemichi de Hemşin é exclusivamente muçulmana e fala turco. Isto aplica-se tanto às pessoas que vivem na região como aos emigrantes ou descendentes de emigrantes que ainda mantêm laços com a região.

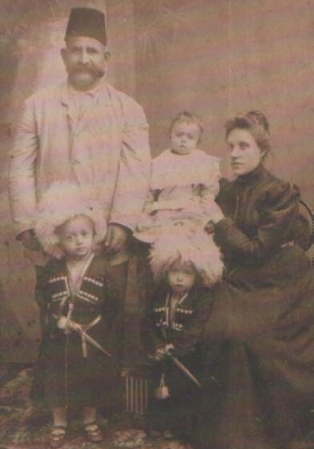
Retrato de 1905 duma família hemichi russa

Uma comunidade distinta estabeleceu-se a cerca de 50 km a leste de Hemşin, em aldeias da província turca de Artvin, em volta de Hopa e Borçka. Os seus membros, igualmente muçulmanos, chamam-se a eles próprios de hemşinli e são usualmente referidos como hemşinli de Hopa. O professor de Linguística Bert Vaux da Universidade de Wisconsin–Milwaukee refere-se a esta comunidade como os os hamshenis orientais. Os hemichis de Hemşin estão separados dos de Hopa não só geograficamente, mas também pela língua e algumas características culturais. Ambos os grupos praticamente ignoram-se um ao outro. Hovann Simonian relata várias teorias acerca do aparecimento dos hemichis de Hopa. As teorias divergem sobre a migração ter ocorrido espontaneamente ou por imposição das autoridades otomanas, se ela teria ocorrido no início do século XVI ou no final do século XVII, se houve uma ou duas vagas de emigração e se a conversão ao Islão teria ocorrido antes ou depois da chegada a Hopa.
Os hemichis de Hopa falam, além do turco, uma língua chamada hemşince (homşetsi ou homshetsma em algumas fontes). Estudos de H. Simonian sugerem que esta língua é um dialeto arménio arcaico com influências do turco e do laz. Segundo Bert Vaux, a influência do turco no hemşince foi muito maior do que noutros dialetos arménios. O hemşince e o arménio são geralmente mutuamente ininteligíveis.
Além dos grupos residentes na Turquia, há falantes de hemşince em países da antiga União Soviética, provavelmente descendentes de gente que emigrou de Hemşin ou de Hopa durante as várias movimentações populacionais que aconteceram no Cáucasos e suas vizinhanças. Muitos dos muçulmanos da União Soviética que falavam hemşince  foram deportados para o Cazaquistão, Uzbequistão e Quirguistão durante a era estalinista. Desde 1989 que uma parte considerável destas populações deportadas se mudaram para Krai de Krasnodar, na Rússia, juntamente com os turcos mesquécios. A maor parte dos cristãos que falam hemşince vivem atualmente na Abecásia (Geórgia) e Krai de Krasnodar (Rússia), concentrados na região de Sóchi e na Adiguésia.

## Cultura

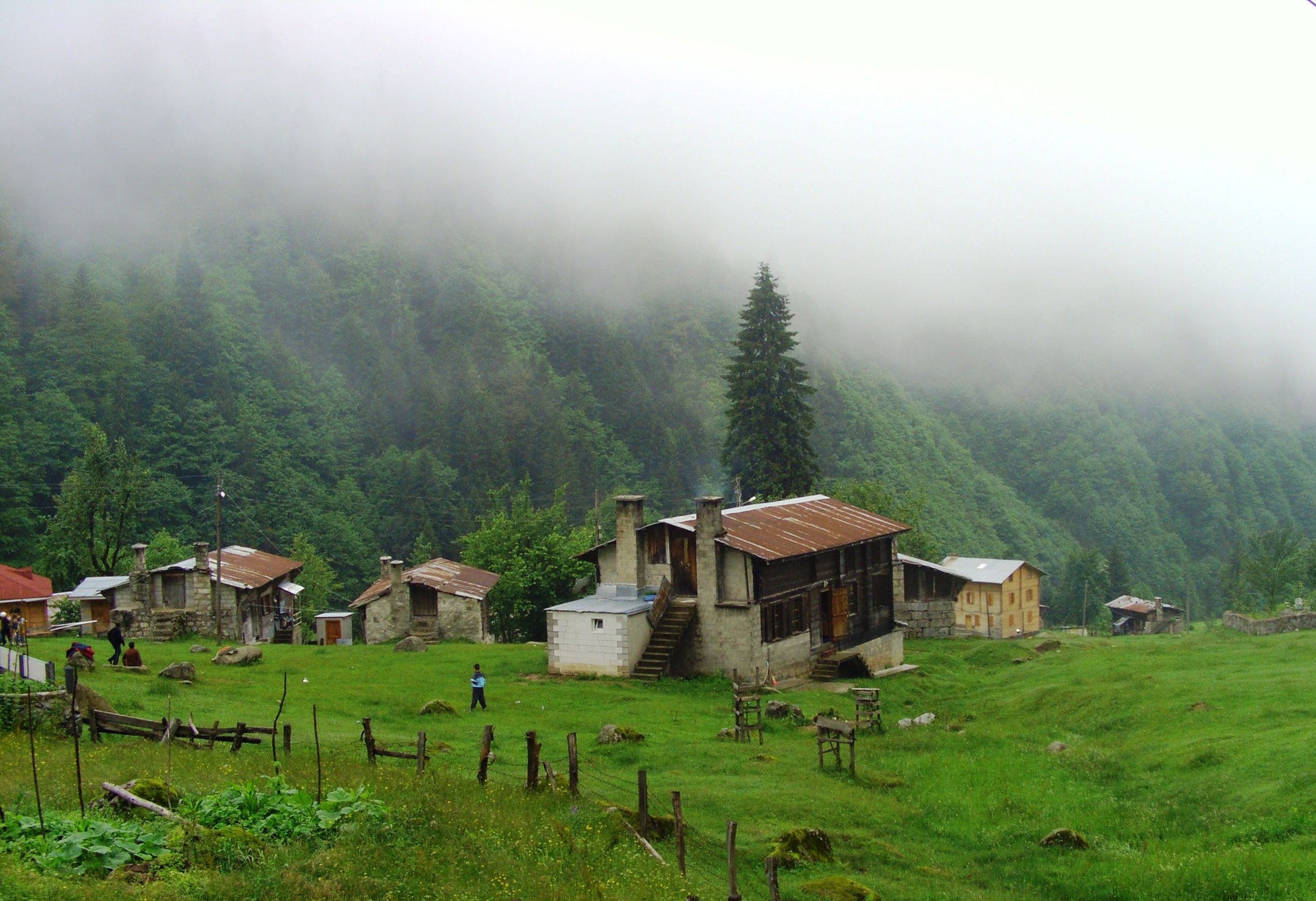
O planalto de Ayder, no dsitrito de Çamlıhemşin

OS hemichis são conhecidos piadas de humor refinado, charadas e histórias que contam. Algumas das anedotas e histórias contadas pelos hemichis muçulmanos são baseadas em histórias arménias mais antigas. Acompanham as suas danças como um tipo de música próprio. Os hemichis ocidentais (de Hemşin) tocam tulum (a gaita de fole pôntica), enquanto que os orientais tocam a şimşir kaval, uma flauta feita de buxo e os hemichis do norte tocam hamshna-zurna (zurna hemichi, uma espécie de corneta).[carece de fontes?]
As ocupações tradicionais dos hemichis turcos são o cultivo de chá e milho, a pecuária e a apicultura. Os hemichis da Geórgia e da Rússia são conhecidos principalmente como produtores de citrinos, milho, tabaco, chá e por serem pescadores. Os hemichis, quer muçulmanos quer cristãos, são também conhecidos como especialistas em padaria, restauração e transportes. Os hemichis turcos são conhecidos em toda a Turquia como hábeis produtores de pistolas artesanais.[carece de fontes?]

## Situação atual

### Oshemşinlina Turquia

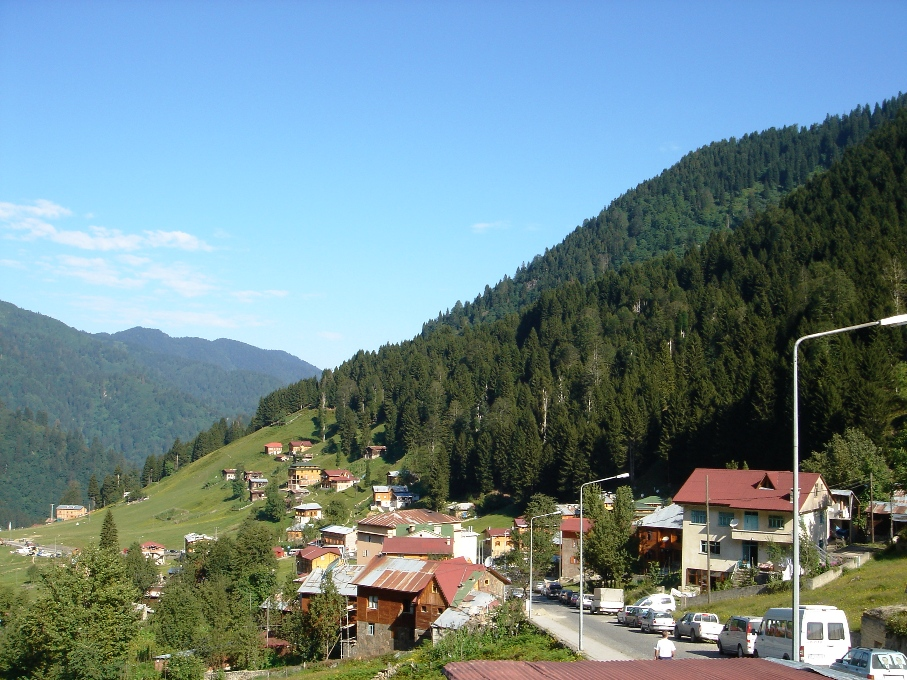
Vista da aldeia de Ayder, no distrito de Çamlıhemşin

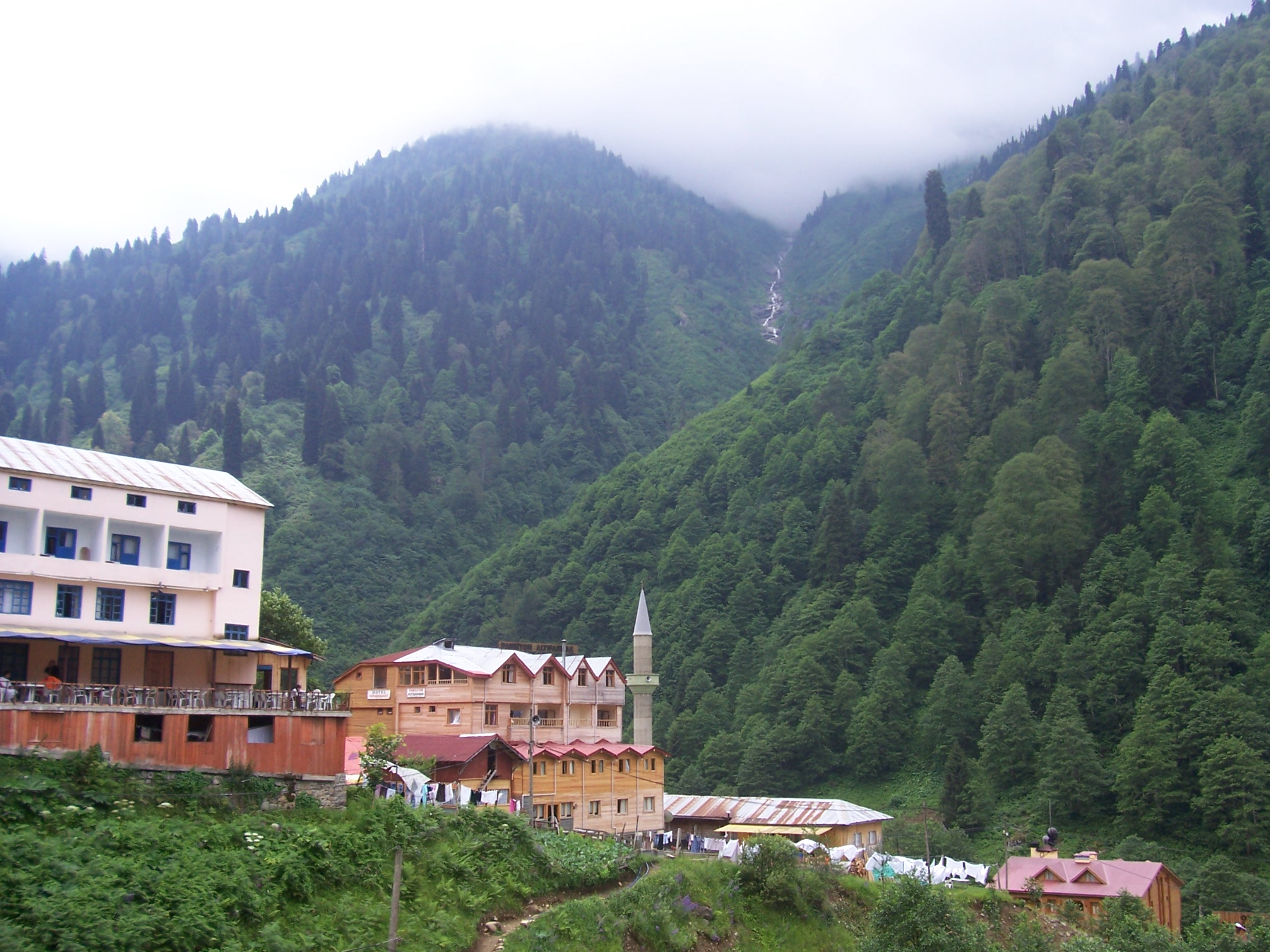
Outra vista da Ayder

A ideologia kemalista "A Turquia para os turcos", segundo Neal Ascherson, «não trouxe segurança para as minorias e o o pequeno grupo dos hemşinli em particular teve razões fortes para manter a cabeça baixa porque os seus membros são descendentes de arménios». A fim de evitar acusações de separatismo, os hemichis são discretos acerca da sua identidade, fazendo parte na sociedade turca de forma não obstrutiva.
O cineasta Özcan Alper, um hemichi oriental, fez o seu primeiro filme, Momi (avó), falado em homshetsi em 2000, o que lhe valeu ser acusado no Tribunal para a Segurança do Estado de produzir material tendente a destruir a unidade do estado, uma acusação baseada no artigo 8º da lei antiterrorista turca. Esta lei foi abolida em 2003 depois de pressões da União Europeia e o julgamento de Alper não seguiu em frente.
O cantor hemichi ocidental Gökhan Birben e o cantor laz Kâzım Koyuncu também cantam em homshetsi. Em 2005 foi editado o primeiro álbum composto exclusivamente de canções folclóricas hemichis na sua maior parte cantadas em homshetsi — Vova - Hamşetsu Ğhağ.
A gerações mais velhas de hemichis turcos entendem a referência "ermeni", frequentemente usada pelos seus vizinhos lazes, como um insulto, mas as gerações mais novas, particularmente aqueles com fortes tendências esquerdistas, tendem a identificar-se a eles próprios como arménios.
Mesut Yılmaz, um ex-primeiro-ministro da Turquia, era natural de Istambul, mas parte da sua família tinha ascendentes hemichis ocidentais. Ahmet Tevfik İleri, nascido na aldeia de Yaltkaya (Gommo), no distrito de Hemşin, foi vice primeiro-ministro e ministro da educação de sucessivos governos de Adnan Menderes entre 1950 e 1960. Outros hemichis que desempenharam altos cargos políticos em governos turcos foram Damat Mehmed Ali Paşa, o grão-vizir otomano nas vésperas da Guerra da Crimeia em 1853,[carece de fontes?] e Murat Karayalçın, fundador e líder do Partido Social-Democrata Popular da Turquia (Sosyaldemokrat Halk Partisi, SHP), antigo vice primeiro-ministro e presidente da câmara de Ancara, natural da aldeia de Şenyuva (Çinçiva), do distrito de Çamlıhemşin.
Há dois projetos internacionais a decorrer relacionados com o estudo e preservação ambiental na regiões onde vivem hemichis, que envolvem organizações não governamentais e a EuropeAid, um serviço de cooperação da Comissão Europeia.

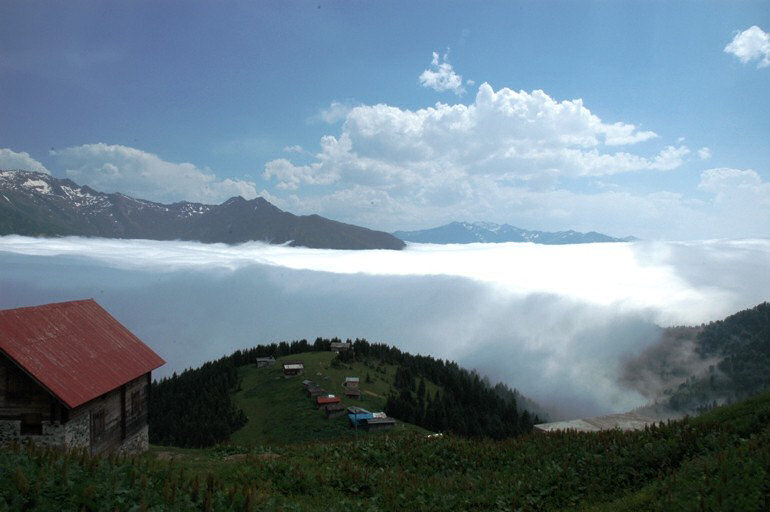
Vista das montanhas na terra ancestral dos hemichis, a província de Rize

Em 2007 foi lançado o "Ecodialogue Project", cujos principais objetivos são o aumento da participação da sociedade civil nos processos de decisão relacionados com o  ecoturismo e o estabelecimento de uma cooperação sustentável entre organizações não governamentais e os setores públicos, o que passa, entre outros aspetos, pela elevação da qualidade das informações fornecidas pelos guias turísticos, muitos deles sem formação adequada e não licenciados.
Em 2004 foi lançado um projeto em conjunto com União Internacional para a Conservação da Natureza e dos Recursos Naturais (IUCN) com o objetivo de aumentar a consciência ambiental sobre os tetrazes, especialmente da espécie Tetrao mlokosiewiczi (tetraz-negro do Cáucaso), um visitante regular da região. O projeto foca-se principalmente nas empresas e nos guias turísticos.[carece de fontes?]

### Hemichis na Rússia e ex-União Soviética
Há um interesse crescente na herança hemichi por parte dos hemichis cristãos da ex-União Soviética. Em 2006, a banda Caravan editou em Krasnodar o primeiro álbum em língua homshetsma. O "Centro Cultural, Científico e de Informação Hamshen" desenvolve projetos de recuperação do património cultural dos hemichis que vivem na região. O jornal arménio publicado na capital da Abecásia, Sucumi, chama-se Hamshen.
Durante a era Gorbachev, nos finais da década de 1980, os hemichis do Cazaquistão começaram a pedir ao governo que os mudasse para a então República Soviética da Arménia. No entanto esse pedido foi negado por Moscovo por se recear que isso provocasse um conflito religioso entre hemichis cristãos e muçulmanos.
Depois da dissolução da União Soviética, a maior parte dos hemichis viveu relativamente em paz. No entanto, os hemichis da Abecásia viram-se envolvidos na Guerra Civil na Geórgia, na qual tomaram o partido dos abecásios.
Desde 2000 que várias centenas de hemichis muçulmanos (cerca de mil, no total) que se estabeleceram no Krai de Krasnodar vindos do Cazaquistão,  e Quirguistão tentam sem sucesso ser formalmente reconhecidos como uma minoria étnica pelas autoridades locais. Esta recusa está provavelmente relacionada com as tensões criadas pelo repatriamento de turcos mesquécios para a Geórgia. Organizações hemichis da Arménia apelaram ao embaixador russo em Yerevan para que intervenha junto do governo central russo no sentido de pressionar as autoridades locais de Krasnodar, as quais parecem ter intenções de impedir os hemichis de obter autorização de residência permanente.
O censo de 2002 da Federação Russa registou 1 542 pessoas que se identificaram como hemichis, dois terços delas residentes no Krai de Krasnodar.[carece de fontes?]